# Esplorazione di Venere
Sono state compiute molte missioni senza equipaggio su Venere: dieci sonde sovietiche hanno effettuato un atterraggio morbido sulla superficie, con più di 110 minuti di comunicazioni dalla superficie. Le finestre di lancio si susseguono ogni 19 mesi, e dal 1962 al 1985 vennero tutte sfruttate per il lancio di sonde.

## Flyby
Il 12 febbraio 1961 la sonda sovietica Venera 1 fu la prima ad essere inviata su un altro pianeta. Il surriscaldamento del sensore di orientamento provocò un guasto che fece perdere i contatti sette giorni dopo l'inizio della missione, quando la sonda era a 2 milioni di km dalla Terra, ma essa comprendeva tutti i componenti di una sonda interplanetaria: pannelli solari, antenna parabolica per la telemetria, stabilizzazione sui tre assi, motore di correzione di rotta e il lancio da un'orbita di parcheggio. È stato stimato che essa passò entro 100000 km dal pianeta a metà maggio dello stesso anno.
Mentre la sonda statunitense Mariner 1 venne persa durante il lancio, la Mariner 2 fu la prima sonda a raggiungere Venere con successo il 14 dicembre 1962. Misurò una temperatura superficiale estremamente alta, di circa 425 °C (ponendo termine ad ogni ipotesi di vita sul pianeta), ma non fu in grado di rilevare la presenza di un campo magnetico o di fasce di radiazioni analoghe alle Fasce di Van Allen terrestri.
- La sonda sovietica Zond 1, lanciata verso Venere il 2 aprile 1964 andò in avaria dopo la sessione di telemetria del 16 maggio;
- Nel 1967 la sonda Venera 4 fu la prima ad inviare dati dall'interno dell'atmosfera venusiana e nello stesso periodo la sonda Mariner 5 misurò il campo magnetico del pianeta;
- Nel 1974 la sonda Mariner 10 passò da Venere lungo il suo tragitto verso Mercurio e riprese immagini all'ultravioletto delle nubi, dimostrando una velocità dei venti estremamente elevata.

## Primi atterraggi
Il 1º marzo 1966 la sonda Venera 3 fu la prima ad atterrare su un altro pianeta, schiantandosi sulla superficie di Venere.
La capsula di discesa della sonda Venera 4 entrò nell'atmosfera venusiana il 18 ottobre 1967, e per la prima volta inviò misure dirette da un altro pianeta, tra cui temperatura, pressione, densità e 11 esperimenti chimici automatici per l'analisi dell'atmosfera. I primi dati mostrarono che l'atmosfera era composta per il 95% da anidride carbonica e che la pressione in superficie era molto più elevata delle previsioni (da 75 a 100 atmosfere).
Il giorno successivo, il 19 ottobre, fu la volta della sonda Mariner 5. Essa era stata progettata come sonda di riserva per la Mariner 4 inviata su Marte; quando quest'ultima ebbe successo, la Mariner 5 venne riadattata per una missione su Venere, ed equipaggiata con strumenti più sensibili di quelli della Mariner 2. I dati raccolti dalle sonde Mariner 5 e Venera 4 furono analizzati da un team scientifico sovietico-americano durante l'anno successivo, in un primo esempio di cooperazione nelle missioni spaziali.
Questi risultati vennero verificati e migliorati dalle sonde gemelle Venera 5 e Venera 6 il 16 maggio e il 17 maggio 1969, ma nessuna missione era ancora riuscita a trasmettere dati fino al raggiungimento della superficie: le batterie di Venera 4 si scaricarono mentre era ancora nell'atmosfera (probabilmente a causa della alta densità atmosferica che rallentò molto la discesa con il paracadute) e le sonde Venera 5 e 6 furono distrutte dalla pressione ad una altezza di circa 18 km. Esse erano progettate per resistere ad una pressione di 25 atmosfere, contro le 75-100 presenti sul pianeta.
Il primo atterraggio con successo fu effettuato da Venera 7 il 15 dicembre 1970 (progettata per resistere fino a 180 bar pari a circa 177 atmosfere), trasmettendo dati sulla temperatura per 23 minuti (da 455 °C a 475 °C) mentre Venera 8 atterrò il 22 luglio 1972, mostrando che le nubi del pianeta formavano uno strato che terminava 22 miglia sopra la superficie e analizzando la composizione chimica della crosta attraverso uno spettrometro a raggi gamma.

## Venera 9 e 10
La sonda Venera 9 entrò in orbita il 22 ottobre 1975 diventando il primo satellite artificiale di Venere. Una serie di camere e spettrometri inviarono a Terra informazioni sulle nubi, sulla ionosfera, magnetosfera ed effettuò misure radar della superficie.
Il veicolo di discesa (pesante 660 kg) si separò dalla sonda e atterrò sul pianeta, scattando le prime foto della superficie e analizzando il terreno con uno spettrometro a raggi gamma e un densimetro. Durante la discesa vennero misurate la pressione e la temperatura, oltre a rilevazioni fotometriche e della densità delle nubi attraverso un nefelometro. Si scoprì che esse erano formate da tre strati distinti. Un simile programma scientifico fu effettuato anche dalla sonda Venera 10, che arrivò sul pianeta il 25 ottobre.

## Pioneer
La NASA inviò su Venere due sonde Pioneer Venus, composte da due componenti lanciati separatamente: un orbiter e una multisonda. Quest'ultima trasportava tre piccole sonde atmosferiche e una sonda più grande, che venne lanciata il 16 novembre 1978 e fu seguita da quelle minori il 20 novembre. Esse entrarono nell'atmosfera venusiana il 9 dicembre, seguite dal veicolo che le trasportava. Anche se non era previsto che sopravvivessero alla discesa, esse continuarono ad operare per 45 minuti dopo aver raggiunto il suolo. L'orbiter venne inserito in un'orbita ellittica attorno al pianeta il 4 dicembre 1978 ed eseguì 17 esperimenti, operando fino all'esaurimento del carburante usato per mantenere l'orbita. La sonda venne distrutta dal rientro nell'atmosfera nell'Agosto 1992.

## Ulteriori successi sovietici
Sempre nel 1978 le sonde Venera 11 e Venera 12 volarono verso Venere, rilasciando moduli di discesa il 21 dicembre e il 25 dicembre rispettivamente. Questi lander trasportavano camere a colori e un analizzatore per il terreno, che sfortunatamente non funzionò. Ogni lander effettuò misure con un nefelometro, uno spettrometro di massa, un gas cromatografo e un analizzatore chimico basato sulla fluorescenza X che inaspettatamente rivelò una grande quantità di cloro nelle nuvole, oltre allo zolfo. Venne anche rilevata una forte attività di fulmini.
Nel 1981 la sonda Venera 13 inviò la prima immagine a colori della superficie e analizzò un campione di terreno con la fluorescenza X, operando per una durata record di 127 minuti sulla superficie ostile del pianeta. Nello stesso anno Venera 14 rilevò anche una possibile attività sismica.
Il 10 e l'11 ottobre 1983 Venera 15 e Venera 16 entrarono in orbita polare. La prima mappò l'atmosfera superiore con uno spettrometro a trasformata di Fourier nell'infrarosso. Dall'11 novembre al 10 luglio entrambe mapparono la parte nord del pianeta con un radar ad apertura sintetica, e fornirono le prime conoscenze dettagliate della geologia, inclusa la scoperta di enormi vulcani a scudo. Venere non presentò prove di tettonica a placche, a meno che un terzo del pianeta non fosse un'unica placca. I dati dell'altimetria hanno una risoluzione quattro volte superiore a quelli della missioni Pioneer.
Nel 1985 l'Unione Sovietica, sfruttando l'opportunità di combinare una missione su Venere con il passaggio della cometa di Halley, lanciò due sonde Vega chiamate Vega 1 e Vega 2 che giunsero sul pianeta l'11 giugno e il 15 giugno 1985 e lanciarono un pallone ad elio ad una altezza di 50 km dalla superficie (dove la temperatura e la pressione erano comparabili a quelle della superficie terrestre) per studiare la dinamica della parte più attiva dell'atmosfera venusiana.
I lander trasportarono esperimenti per studiare la composizione e la struttura dell'aerosol delle nubi, attraverso uno spettrometro ad assorbimento ultravioletto, un analizzatore di particelle di aerosol, e dispositivi per raccogliere ed analizzare il materiale dell'aerosol attraverso uno spettrometro di massa, un gas cromatografo, uno spettrometro a fluorescenza X. Si scoprì che i due strati superiori delle nuvole erano composti da acido solforico, mentre lo strato inferiore era probabilmente composto da una soluzione di acido fosforico. Il suolo venne analizzato da uno spettrometro a raggi gamma, ma non vennero riprese immagini perché non erano previste telecamere a bordo.
I palloni aerostatici fluttuarono ad una altezza di 53 km circa per 46 e 60 ore rispettivamente, viaggiando per circa un terzo del pianeta e misurando la velocità dei venti, la temperatura, la pressione e la densità delle nubi. Venne scoperta una maggiore turbolenza e attività convettiva rispetto a quella prevista.
Le sonde Vega continuarono la missione raggiungendo la cometa di Halley nove mesi dopo.

## Magellano

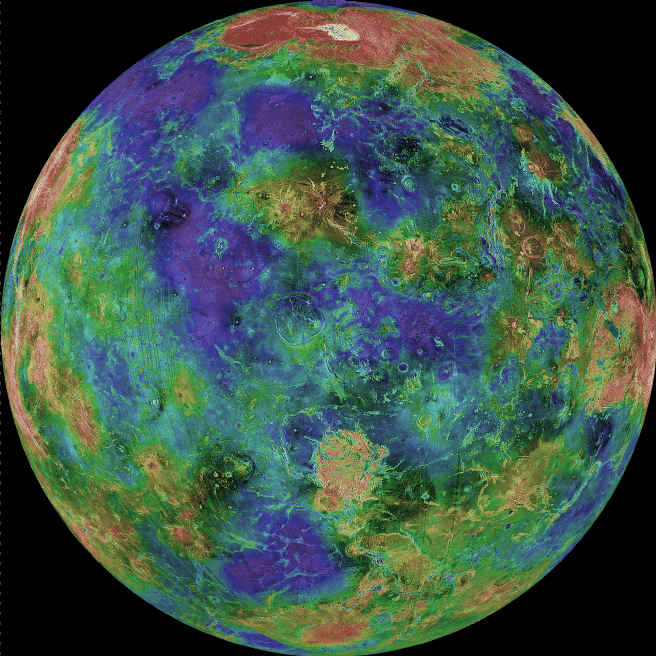
Mappa topografica costruita dalla sonda Magellano

Il 10 agosto 1990 la Sonda Magellano si inserì in orbita attorno a Venere e iniziò una dettagliata mappatura radar. Venne mappato il 98% della superficie con una risoluzione di circa 100m e il 95% del campo gravitazionale. Dopo quattro anni di attività, come pianificato, la sonda affondò nell'atmosfera l'11 ottobre 1994 e fu parzialmente vaporizzata. Si pensa che qualche frammento possa aver raggiunto la superficie venusiana.

## Sorvoli negli anni '90
Molte sonde spaziali dirette su altre destinazioni hanno compiuto dei sorvoli ravvicinati di Venere per incrementare la propria velocità attraverso l'effetto di fionda gravitazionale. Tra esse sono incluse la missione Galileo per Giove e la missione Cassini-Huygens per Saturno, che compirono due sorvoli ciascuna. Curiosamente, durante entrambi i sorvoli del 1998 e 1999 di Venere, la sonda Cassini esaminò le emissioni radio del pianeta senza rilevare alcuna onda radio ad alta frequenza (da 0,125 a 16 MHz) generalmente associata con i fulmini (al contrario dei rilevamenti delle sonde Venera effettuati 20 anni prima). Si pensa che, se esistono fulmini su Venere, essi potrebbero derivare da attività elettrica a bassa frequenza: i segnali radio con frequenza inferiore a 1 MHz non possono infatti penetrare la ionosfera. Donald Gurnett dell'università dell'Iowa ha esaminato le emissioni radio rilevate dalla sonda Galileo durante il flyby del 1990 concludendo che esse erano state interpretate all'epoca come un indicatore della presenza di fulmini, ma la sonda Galileo si trovava 60 volte più distante da Venere della sonda Cassini, rendendo i dati meno significativi. Attualmente è ancora controversa la presenza di fulmini nell'atmosfera venusiana.

## Venus Express
La sonda Venus Express dell'ESA ha studiato dettagliatamente il pianeta dalla sua orbita polare, in cui si è inserita con successo l'11 aprile 2006. La missione principale, riguardante la mappatura, ha avuto una durata di due anni venusiani (circa 500 giorni terrestri) e si è conclusa il 19 settembre 2007, ma visto il successo la missione è stata prolungata fino al 31 dicembre 2012. I primi risultati della missione comprendono la scoperta di un enorme vortice polare doppio al polo sud di Venere.

## Sorvoli negli anni 2000 e 2010
La missione MESSENGER destinata allo studio di Mercurio, inoltre, ha eseguito due sorvoli ravvicinati di Venere rispettivamente nel 2006 e nel 2007. Essi sono serviti soprattutto per eseguire manovre di fionda gravitazionale, ma sono stati sfruttati anche per eseguire misurazioni scientifiche. 
Anche la sonda giapponese IKAROS ha effettuato un sorvolo del pianeta l'8 dicembre 2010, durante il suo test di utilizzo di un sistema di propulsione a vela solare.

## Missioni attuali
Il 20 maggio 2010 è stato lanciato con successo la sonda Akatsuki (inizialmente designata come Venus Climate Orbiter) che ha però fallito l'ingresso in orbita attorno a Venere, previsto per il 7 dicembre 2010. Le condizioni della sonda hanno permesso un nuovo tentativo nel 2015 che è avvenuto con successo.
Sono inoltre in corso sorvoli di diverse missioni: Parker Solar Probe (7 fly-by tra il 2018 e il 2024), BepiColombo (2 fly-by tra il 2020 e il 2021, che prevedono l'attivazione di strumenti per studiare l'atmosfera e la magnetosfera del pianeta) e Solar Orbiter (8 fly-by tra il 2020 e il 2030).

## Missioni future
Nel decennio 2020-2030 sono previste quattro missioni destinate a Venere. 
La missione indiana Shukrayaan-1, prevista per il lancio tra il 2024 e il 2026, sarà composta da un orbiter con radar per studi sull'atmosfera e da un pallone aerostatico con una sonda di 10 kg per studiare l'atmosfera a 55 km di altitudine.
La NASA ha annunciato nel giugno 2021 il progetto di lanciare due sonde verso Venere tra il 2028 e il 2030: VERITAS dovrebbe mappare la superficie del pianeta ad alta risoluzione grazie a un radar ad apertura sintetica; DAVINCI dovrebbe entrare nell'atmosfera del pianeta per analizzarne la composizione.
La quarta missione prevista è Venera-D dell'agenzia russa Roscosmos, che dovrebbe rinnovare l'esperienza di successo dell'esplorazione di Venere compiuta in epoca sovietica. Attorno al 2031 è prevista anche la missione EnVision dell'ESA (European Space Agency), che vedrà la collaborazione dell'ASI (Agenzia Spaziale Italiana) con l'Università di Trento per la realizzazione dello strumento italiano SRS (Sub-surface Radar Sounder), il quale avrà come scopo misure sotto-superficiali per la ricostruzione della storia geologica di Venere.